# Ranitomeya imitator
Ranitomeya imitator (trước đây Dendrobates imitator), là một loài ếch phi tiêu độc được tìm thấy tại bắc trung bộ và nam Peru. Tên thông thường của nó là ếch độc bắt chước, và là một trong những loài ếch phi tiêu độc được biết tới nhiều nhất trong giới khoa học. Loài này được phát hiện vào cuối thập kỷ 1980 bởi Rainer Schulte, người sau đó chia loài này thành nhiều phân loài hơn. Vì đây là một trong những loài ếch phi tiêu độc được biết tới nhiều nhất, nó cũng là một trong những loài được nghiên cứu hoàn thiện nhất.

## Độc tính
Giống như hầu hết các loài Ranitomeya, R. imitator có độc tính khá nhẹ khi so sánh với các loài ếch phi tiêu độc khác. Nó tạo ra pumiliotoxin B, nhưng kích thước nhỏ giới hạng lượng độc nó có thể tiết ra. Nó không tạo ra chất độc trong điều kiện giam cầm. Nó có thể lấy chất độc từ các loài côn trùng hay động vật không xương sống độc nó ăn.